# Джоузеф Уомбо
Джоузеф Уомбо (на английски: Joseph Wambaugh), издаван в България и като Джоузеф Уамбо, е американски писател на бестселъри в жанра трилър, криминален роман и документалистика.

## Биография и творчество
Джоузеф Алойзиъс Уомбо е роден на 22 януари 1937 г. в Източен Питсбърг, Пенсилвания, САЩ, в семейството на Джоузеф Алойзиъс, полицай и стоманолеяр, и Ан Уомбо. Когато е на 14 години семейството му се преселва в Калифорния. Завършва гимназия „Чафей“ в Онтарио, Калифорния. След гимназията на 26 ноември 1955 г. се жени за Дии Олсъп, с която имат три деца – Марк (починал), Дейвид, и Жанет.
В периода 1954–1957 г. служи в Американска морска пехота. След уволнението си работи в стоманодобивния завод „Кайзер Стийл Мил“ във Фонтана, Калифорния, и продължава да учи в „Чафей“. Учи в Университета на Калифорния в Лос Анджелис, който завършва през 1960 г. с бакалавърска степен по английски език, а през 1968 г. с магистърска степен по английска литература.
След получаване на бакалавърската си степен, в периода 1960–1974 г., работи в Полицейското управление на Лос Анджелис, където започва като редови полицай и след 8 години става сержант детектив в бедняшкия район „Холънбек“.
Заедно с работата си започва да пише романи основавайки се на личния си опит. Първият му роман „The New Centurions“ е публикуван през 1970 г. Романът става бестселър и през 1972 г. е екранизиран в едноименния филм с участието на Джордж Скот, Стейси Кийч и Джейн Александър.
Паралелно с криминалните романи пише сценарии и истории за телевизионни филми, като е създател и консултант на сериала „Police Story“ на NBC-TV, или „The Blue Knight“ на CBS-TV.
Пише и документални книги за работата на полицията и следствието. Документалната му книга „The Blooding“ от 1989 г. е първата книга, в която се разказва за ранното използване на ДНК тест за разкриване на убийство в Лестър, Англия, довело арест и осъждане на извършителя.
През 1980 г. е удостоен с наградата „Едгар“ за оригиналния сценарий по романа си „The Black Marble“, а през 2002 г. с „Едгар“ за документалната книга „Fire Lover“.
През 2006 г. е публикуван първият му роман „Hollywood Station“ от поредицата „Участък Холивуд“, в който герои са полицаи и детективи от Лос Анджелис, а сюжетите в книгите се основават на реални истории от полицейската практика на полицията в града.
През 2004 г. писателят е удостоен с престижната награда „Голям майстор“ на Асоциацията на писатели на трилъри на Америка.
Джоузеф Уомбо живее със семейството си в Лос Анджелис, Калифорния.

## Произведения

### Самостоятелни романи
- The New Centurions (1970)
- The Blue Knight (1972)
Кубето, изд. „Атика“ (1997), прев.
- The Choirboys (1975)
- The Black Marble (1977)
- The Glitter Dome (1981)
- The Delta Star (1983)
Делта Стар, изд. „Атика“ (1999), прев.
- The Secrets Of Harry Bright (1985)
Сянката на койота, изд.: ИК „Бард“, София (1998), прев. Юлия Чернева
- The Golden Orange (1990)
- Fugitive Nights (1992)
- Finnegan's Week (1993)
- Floaters (1996)

### Серия „Участък Холивуд“ (Hollywood Station)
1. Hollywood Station (2006)
2. Hollywood Crows (2008)
3. Hollywood Moon (2009)
4. Hollywood Hills (2010)
5. Harbor Nocturne (2012) – издаден и като „Nocturne“

### Документалистика
- The Onion Field (1973)
- Lines and Shadows (1984)
- Echoes in the Darkness (1987)
- The Blooding (1989)
- Fire Lover (2002) – награда „Едгар“

### Екранизации
- 1972 The New Centurions – по романа
- 1973 The Blue Knight – ТВ филм по романа
- 1975–1976 The Blue Knight – ТВ сериал по романа
- 1977 The Choirboys – филм по романа, сценарист
- 1973–1978 Police Story – ТВ сериал, автор 95 епизода
- 1979 Police Story: A Cry for Justice – ТВ филм, автор
- 1979 The Onion Field – по романа, сценарий
- 1980 The Black Marble – по романа, сценарий, награда „Едгар“ за сценарий
- 1980 Police Story: Confessions of a Lady Cop – ТВ филм, автор
- 1984 The Glitter Dome – ТВ филм по романа
- 1987 Echoes in the Darkness – ТВ филм, по романите
- 1993 Fugitive Nights: Danger in the Desert – ТВ филм, по романите, сценарий